# Хайтович Микола Валентинович
Хайтович Микола Валентинович — завідувач кафедри клінічної фармакології та клінічної фармації НМУ імені О.О. Богомольця, доктор медичних наук, професор.

### Життєпис
У 1986 році закінчив педіатричний факультет Київського медичного інституту імені О. О. Богомольця. У 1987-1989 роках працював дільничим педіатром у Дитячій клінічній лікарні № 2 міста Києва. У 1989—1994 роках був на посаді лікаря-ординатора ревмокардіологічного відділення Дитячої клінічної лікарні № 6 міста Києва.
З 1994 року працював асистентом, з 2006 року — доцентом, з 2011 року — професором кафедри педіатрії № 4 Національного медичного університету.
З 1 вересня 2014 року — завідувач кафедри клінічної фармакології та клінічної фармації НМУ.

### Наукова діяльність
У 1996 році захистив дисертацію на здобуття наукового ступеня кандидата медичних наук на тему «Ефективність психотерапії та релаксаційною гімнастики в комплексному лікуванні вегетативних дисфункцій у дітей».
У 2006 році захистив дисертацію на здобуття наукового ступеня доктор медичних наук на тему «Мітохондріальна недостатність у дітей з вегетативними дисфункціями: Діагностика та лікування».
Член редколегії журналу «Українські медичні вісті».

### Нагороди і відзнаки
Відзначений двома Почесними грамотами МОН України (2006, 2010), Почесною грамотою МОЗ України (2010) і Подякою Київського міського голови (2008), Почесною грамотою Київського міського голови (2017).